# Martin Hägglund
Martin Hägglund (født 23. November 1976) er en svensk filosof og litterat, der er professor ved Yale University og medlem af Harvard Society of Fellows. I Danmark omtalte Dagbladet Information ham som en af nutidens vigtigste tænkere, og han er kendt for at kritisere tanken om evigheden for at forsvare en ide om, at det er skrøbelighed, der giver livet værdi. Denne tanke kommer blandt andet til udtryk i hans bog This Life: Secular Faith and Spiritual Freedom fra 2019. Her anviser han en sekulær vej til en frihed i livet, der går hinsides religion.

## Reference
1. ↑  Brown, Nathan (2019). "The Revival of Hegelian Marxism: On Martin Hägglund's This Life". Radical Philosophy (206): 34–42.
2. ↑  Hägglund named Baldwin Professor of Comparative Literature and Humanities | YaleNews
3. ↑  Svensk stjernefilosof: Drop idéen om evigheden. Menneskets skrøbelighed giver livet værdi | Kristeligt Dagblad
4. ↑  Hagglund 2019
5. ↑  If God Is Dead, Your Time Is Everything | The New Yorker